# Gerhard Bachmann (Politiker)
Gerhard Bachmann (* 24. Januar 1973) ist ein österreichischer Politiker der Sozialdemokratischen Partei Österreichs (SPÖ). Seit 2012 ist er Bürgermeister der Gemeinde Deutsch Jahrndorf und seit dem 17. Februar 2020 Abgeordneter zum Burgenländischen Landtag.

## Leben
Gerhard Bachmann war als Kfz-Technikermeister als Leiter einer Werkstätte in Wien tätig. Nach der Gemeinderatswahl 2012 folgte er Reinhold Reif (ÖVP) als Bürgermeister der Gemeinde Deutsch Jahrndorf nach, das Bürgermeisteramt übt er hauptberuflich aus.
Bei der vorgezogenen Landtagswahl im Burgenland 2020 kandidierte er im Landtagswahlkreis 1 (Bezirk Neusiedl am See) hinter Landesrätin Daniela Winkler, Kilian Brandstätter und Elisabeth Böhm auf dem vierten Listenplatz. Auf Vorschlag von Landeshauptmann Hans Peter Doskozil erhielt er eines der vier Reststimmenmandate der SPÖ Burgenland. Am 17. Februar 2020 wurde er in der konstituierenden Sitzung der XXII. Gesetzgebungsperiode als Abgeordneter zum Burgenländischen Landtag angelobt, wo er Mitglied des Ausschusses für europäische Integration und grenzüberschreitende Zusammenarbeit sowie des Agrarausschusses wurde. Im SPÖ-Landtagsklub fungiert er als Bereichssprecher für Land- und Forstwirtschaft. Im Juni 2020 folgte ihm Nathalie Thaller als Ortsparteivorsitzende der SPÖ Deutsch Jahrndorf nach. Im Oktober 2022 wurde er bei der Bürgermeisterwahl als Bürgermeister bestätigt.